# Haudrecy
Haudrecy település Franciaországban, Ardennes megyében. Lakosainak száma 328 fő (2022. január 1.). Haudrecy Belval, Cliron, Ham-les-Moines, Saint-Marcel, Sury és Tournes községekkel határos.

## Népesség
A település népességének változása:
| Lakosok száma | 118  | 170  | 196  | 291  | 285  | 299  | 305  | 314  | 314  | 328  |
|               | 1968 | 1982 | 1990 | 2006 | 2013 | 2015 | 2017 | 2019 | 2020 | 2022 |